# Daily Star
Daily Star – brytyjski tabloid wydawany przez Dawn Neesom. Gazeta ukazuje się od 2 listopada 1978 roku, nakład wynosi 770 tys. egzemplarzy.